# Lipówka (Działdowo)
Lipówka (deutsch Lindenau) ist ein Dorf in der polnischen Woiwodschaft Ermland-Masuren. Es gehört zur Gmina Działdowo (Landgemeinde Soldau) im Powiat Działdowski (Kreis Soldau).

## Geographische Lage
Lipówka liegt im Südwesten der Woiwodschaft Ermland-Masuren, 38 Kilometer südöstlich der einstigen Kreisstadt Osterode (Ostpreußen) (polnisch Ostróda) bzw. 15 Kilometer nördlich der heutigen Kreismetropole Działdowo (deutsch Soldau i. Ostpr.).

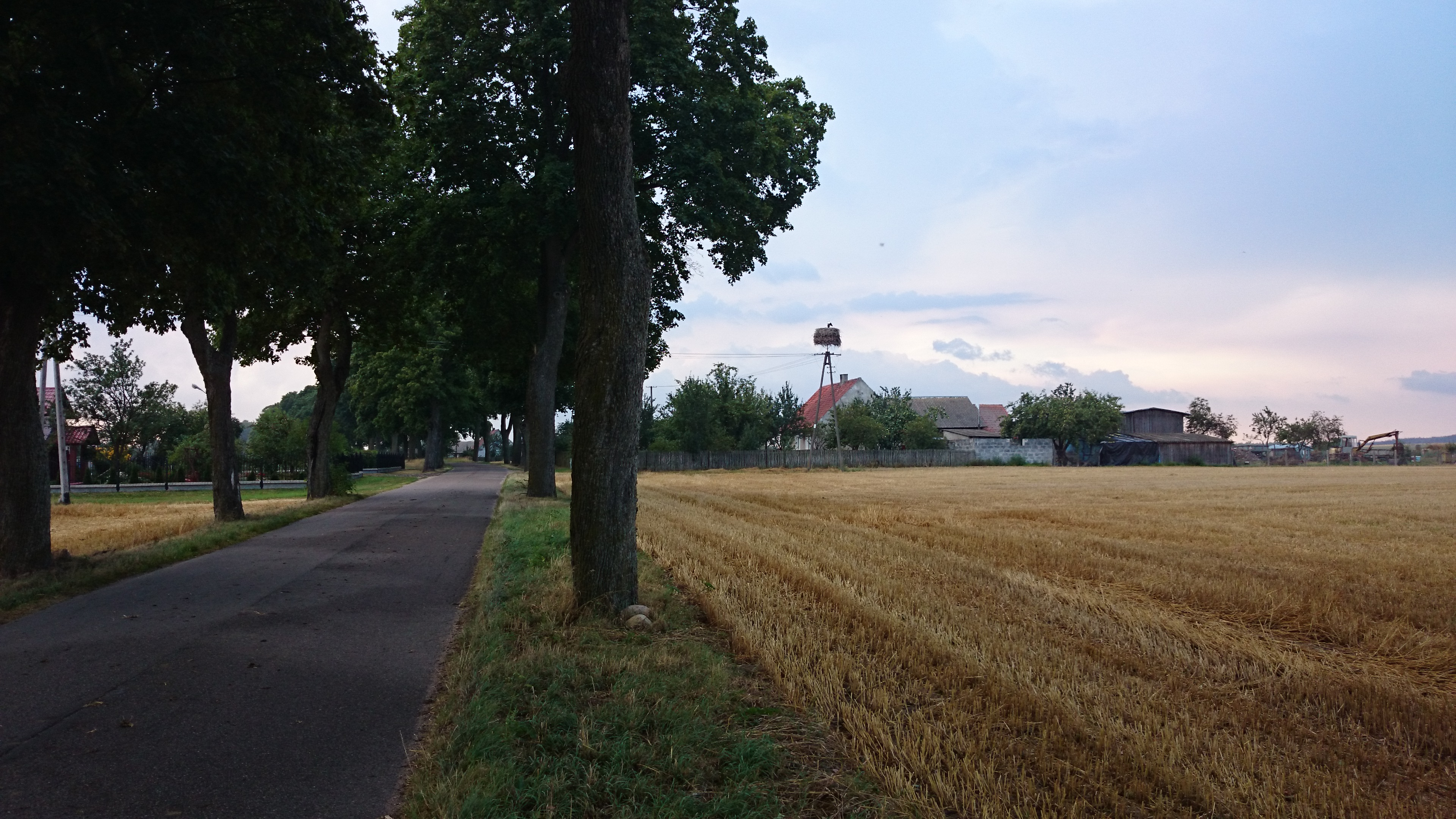
Straßenabschnitt Lipówka–Mosznica mit Storchennest

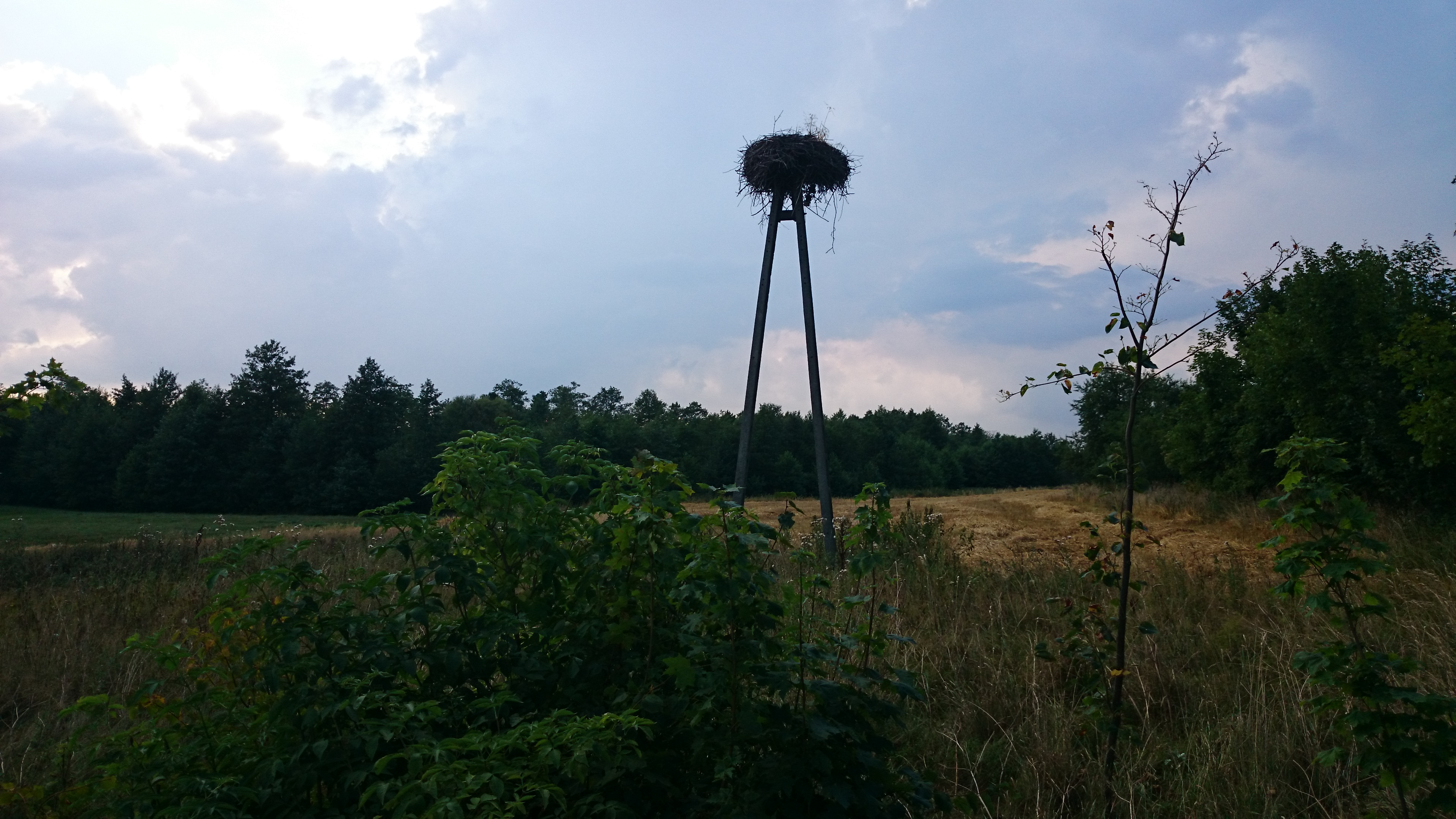
Storchennest in Lipówka

## Geschichte
Das kleine Gutsdorf Lindenau wurde im Jahre 1321 gegründet. 1874 wurde der Gutsbezirk Lindenau in den neu errichteten Amtsbezirk Rauschken (polnisch Ruszkowo) im Kreis Osterode in Ostpreußen aufgenommen, dem er bis 1945 angehörte.
Im Jahre 1910 zählte Lindenau 175 Einwohner. Die Zahl stieg bis 1933 auf 251 und belief sich 1939 auf 245.
In Kriegsfolge kam Lindenau 1945 mit dem gesamten südlichen Ostpreußen zu Polen. Das Dorf erhielt die polnische Namensform „Lipówka“ und ist heute mit dem Sitz eines Schulzenamts (polnisch Sołectwo) eine Ortschaft im Verbund der Gmina Działdowo (Landgemeinde Soldau) im Powiat Działdowski (Kreis Soldau), bis 1998 der Woiwodschaft Ciechanów, seither der Woiwodschaft Ermland-Masuren zugehörig. Im Jahre 2011 zählte Lipówka 116 Einwohner.

## Kirche
Bis 1945 war Lindenau in die evangelische Kirche Rauschken (polnisch Ruszkowo) in der Kirchenprovinz Ostpreußen der Kirche der Altpreußischen Union sowie in die römisch-katholische Kirche Gilgenburg (polnisch Dąbrówno) eingepfarrt.
Heute gehört Lipówka katholischerseits  zur St.-Josef-Kirche Ruszkowo im Erzbistum Ermland, evangelischerseits zur Kirche Działdowo (Soldau) in der Diözese Masuren der Evangelisch-Augsburgischen Kirche in Polen.

## Verkehr
Lipówka liegt an einer Nebenstraße, die von der Woiwodschaftsstraße 542 bei Dąbrówno (Gilgenburg) abzweigt und über Brzeźno Mazurskie (Bergling) bis nach Dziurdziewo (Thalheim) führt. Über weitere Nebenstraßen ist Lipówka mit Gardyny ((Groß) Gardienen) und Gąsiorowo (Ganshorn bei Gilgenburg) sowie mit Sławkowo (Frödau) verbunden. Eine Anbindung an den Bahnverkehr besteht nicht.